# Skive Rugby Club
Skive Rugby Club – (SRC) er stiftet d. 29. september 2009. Det er en af de nyere rugbyklubber i Danmark, og den blev stiftet af en lille gruppe entusiaster der havde spillet i andre klubber rundt om i Danmark. I april 2011 er der i klubben 12 seniorspillere der ligger i aldersgruppen 17 – 40 år. Klubbenn er medlem af Dansk Rugby Union og Skive Idrætssamvirke, og træner på rugbybanen på dyrskuepladsen i Skive.

## Eksterne kilder og henvisninger
- Klubbens hjemmeside Arkiveret 15. april 2011 hos  Wayback Machine  (Webside ikke længere tilgængelig)